# 伍德布里奇 (新澤西州普查規定居民點)
伍德布里奇（英語：Woodbridge）是位於美國新澤西州米德爾塞克斯縣的普查規定居民點。

## 人口
根據2020年美國人口普查的數據，伍德布里奇的面積為12.00平方千米，當中陸地面積為11.93平方千米，而水域面積為0.07平方千米。當地共有人口19839人，而人口密度為每平方千米1,653.25人。